# Oberbrücklein
Oberbrücklein (oberfränkisch: Brüggla) ist ein Gemeindeteil der Gemeinde Neudrossenfeld im Landkreis Kulmbach (Oberfranken, Bayern). Oberbrücklein liegt in der Gemarkung Brücklein.

## Geographie
Der Weiler liegt in einer Talmulde zwischen dem Brückleinberg (402 m ü. NHN) im Norden und dem Lochberg (398 m ü. NHN) im Süden. Es entspringt dort ein Seitenarm des Erlgrabens. Unmittelbar nördlich verläuft die Bundesautobahn 70. Anliegerwege führen nach Unterbrücklein zur Bundesstraße 85 (0,6 km südwestlich) und direkt zur B 85 (0,7 km nordwestlich).

## Geschichte
Oberbrücklein ist eine neuzeitliche Ausbausiedlung von (Unter-)Brücklein. 1838 wurde erstmals zwischen Ober- und 
Unterbrücklein unterschieden.
Gegen Ende des 18. Jahrhunderts bestand Brücklein aus 12 Anwesen. Das Hochgericht übte das bayreuthische Stadtvogteiamt Kulmbach aus. Der bambergische Langheimer Amtshof hatte die Dorf- und Gemeindeherrschaft und war Grundherr der 12 Güter.
Von 1797 bis 1810 unterstand der Ort dem Justiz- und Kammeramt Kulmbach. Mit dem Gemeindeedikt wurde Oberbrücklein dem 1811 gebildeten Steuerdistrikt Brücklein und der 1812 gebildeten gleichnamigen Ruralgemeinde zugewiesen. Am 1. Januar 1976 wurde Oberbrücklein im Zuge der Gebietsreform in Bayern nach Neudrossenfeld eingegliedert.

### Einwohnerentwicklung
| Jahr      | 001809 | 001818 | 001861 | 001871 | 001885 | 001900 | 001925 | 001950 | 001961 | 001970 | 001987 |
| Einwohner | *      | 25     | 16     | 27     | 23     | 24     | 20     | 23     | 27     | 20     | 19     |
| Häuser    |        |        |        |        | 4      | 3      | 3      | 3      | 3      |        | 3      |
| Quelle    | [ 11 ] | [ 8 ]  | [ 12 ] | [ 13 ] | [ 14 ] | [ 15 ] | [ 16 ] | [ 17 ] | [ 18 ] | [ 19 ] | [ 1 ]  |

## Religion
Oberbrücklein ist evangelisch-lutherisch geprägt und nach Neudrossenfeld gepfarrt.